# Kościół ewangelicki w Ścinawce Średniej
Kościół ewangelicki w Ścinawce Średniej – świątynia wzniesiona w latach 1925-1926 w Ścinawce Średniej. Został poświęcony 15 kwietnia 1926 roku. Początkowo mieściła się w nim siedziba parafii ewangelicko-augsburskiej, a po zakończeniu II wojny światowej pełnił funkcję budynku mieszkalnego. W 1950 roku obiekt został przejęty przez polski Kościół Metodystyczny. Przeszedł gruntowny remont i zorganizowano w nim parafię tej wspólnoty religijnej.
Kościół to budynek o konstrukcji drewniano-murowanej, wzniesiony na planie prostokąta, z sygnaturką na dachu. 